# Lassa virus

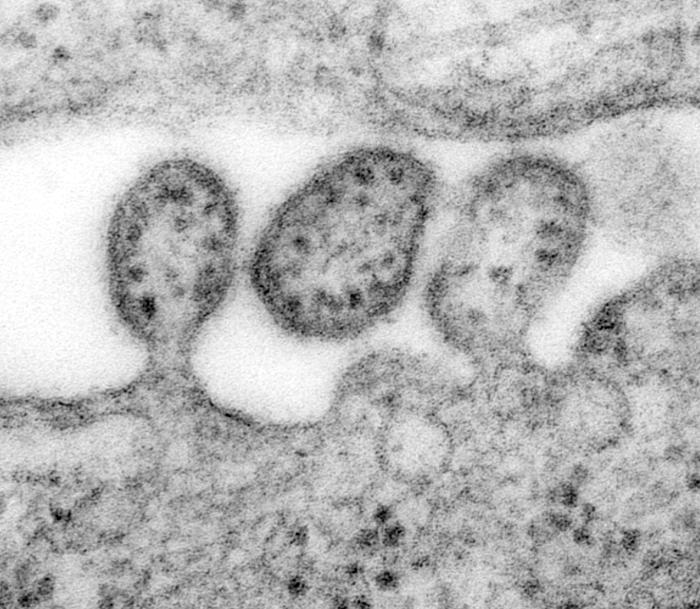
Detalles ultraestructurales de varios viriones del Lassa Virus adyacentes a algunos restos celulares vistos mediante TEM.

Lassa Virus (LASV) es un arenavirus que causa la Fiebre de Lassa, un tipo de Fiebre hemorrágica viral (VHF), en humanos y primates no humanos. El virus Lassa es un virus emergente y un agente selecto, requiriendo Nivel 4 de bioseguridad. Es endémico en países del oeste de África, especialmente Sierra Leona, la República de Guinea, Nigeria, y Liberia, donde la incidencia anual de infección es de entre 300,000 y 500,000 casos, resultando en 5,000 muertes por año.
Descubrimientos recientes dentro de la región del Río Mano en África del oeste ha extendido la zona endémica entre las dos regiones endémicas conocidas del Lassa, indicando que el LASV está ampliamente diseminado a lo largo y ancho de la ecozona de la sabana tropical boscosa en África del oeste.  Actualmente, no hay ninguna vacuna aprobada contra la fiebre de Lassa para uso en humanos.

## Descubrimiento
En 1969, la enfermera misionera Laura Wine cayó enferma misteriosamente de parte de un paciente de obstetricia en Lassa, una villa del estado de Borno, Nigeria. Entonces ella fue transportada a Jos, donde murió. Subsecuentemente, otras dos personas fueron infectadas; una de ellas fue la enfermera de 52 años de edad Lily Pinneo, quien había cuidado a Laura Wine. Las muestras de Pinneo fueron enviadas a la Universidad de Yale en New Haven donde un nuevo virus, que más tarde sería conocido como Lassa mammarenavirus, fue aislado por primera vez por Jordi Casals-Ariet, Sonja Buckley, y otros. Casals contrajo la fiebre y casi pierde la vida; un técnico murió luego de haber sido infectado por él En 1972 se encontró que la rata multimamaria, Mastomys natalensis, era el portador principal del virus en África Occidental, capaz de propagarlo en su orina y heces sin mostrar síntomas visibles.

## Virología

### Estructura y genoma

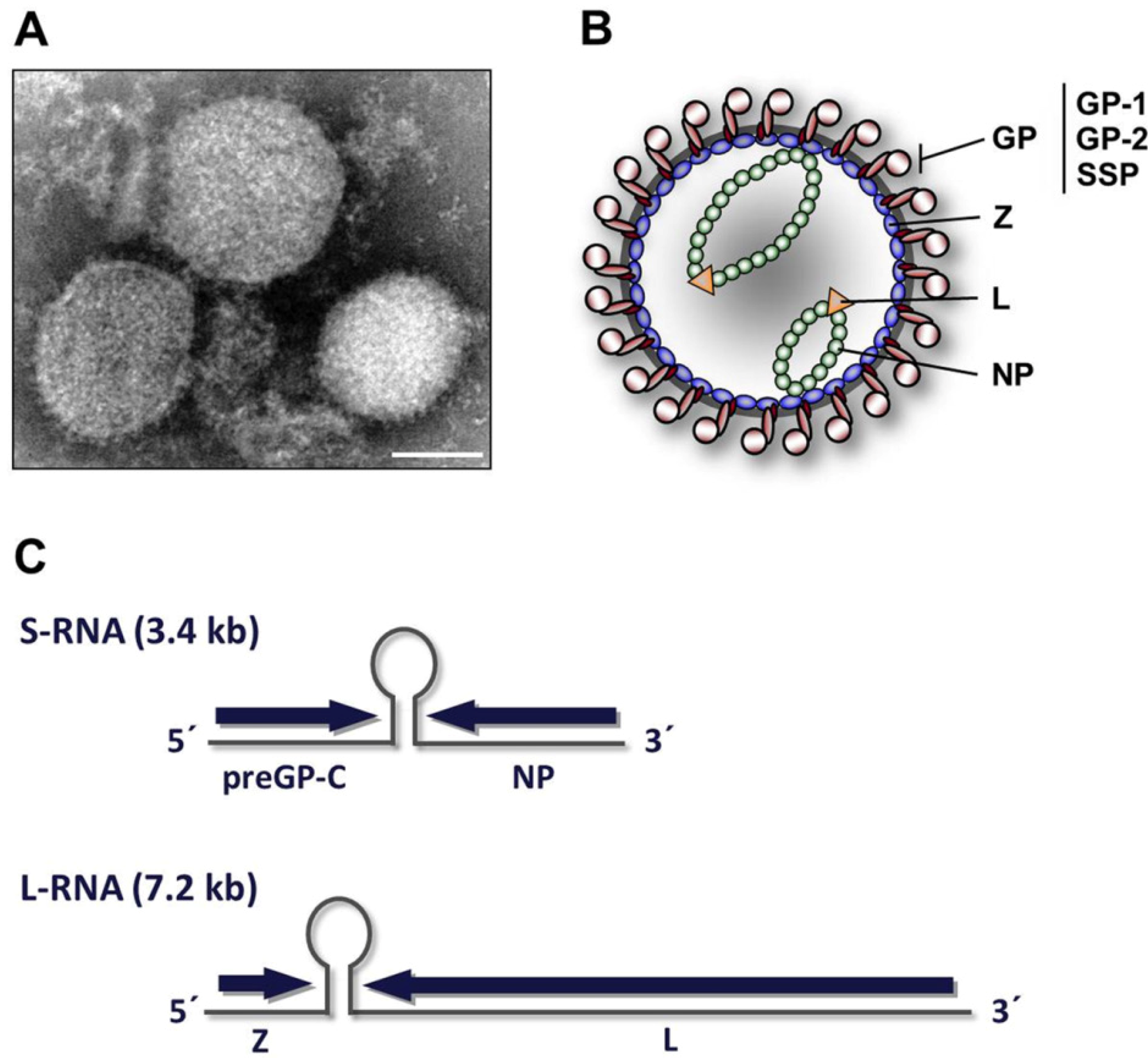
Estructura y genoma del Lassa virus, Figura de Fehling et. al., 2012

El virus Lassa es un virus ARN envolvente, monocatenario, bisegmentado y ambisentido. Su genoma está contenido en dos segmentos de ARN que codifican dos proteínas cada uno, una en cada sentido, para un total de cuatro proteínas virales. El segmento grande codifica una pequeña proteína dedo de zinc (Z) que regula la transcripción y replicación, y la ARN polimerasa (L). El segmento pequeño codifica la nucleoproteína (NP) y el precursor de la glicoproteína de superficie (GP, también conocido como espiga viral), que se escinde proteolíticamente en las glicoproteínas de envoltura GP1 y GP2 que se unen al receptor alfa-distroglicano y median la entrada en la célula huésped.
La fiebre de Lassa causa fiebre hemorrágica que se manifiesta frecuentemente por inmunosupresión. El Lassa mammarenavirus se replica muy rápidamente y demuestra un control temporal en la replicación. El primer paso de la replicación es la transcripción de copias de ARN mensajero del genoma negativo o de sentido negativo. Esto asegura un suministro adecuado de proteínas virales para los siguientes pasos de la replicación, ya que las proteínas NP y L se traducen a partir del ARN mensajero. A continuación, el genoma positivo o de sentido positivo hace copias de sí mismo de ARN complementario vírico . Las copias de ARN son una plantilla para producir progenie de sentido negativo, pero el ARN mensajero también se sintetiza a partir de él. El ARN mensajero sintetizado a partir del ARN complementario vírico se traduce para producir las proteínas GP y Z. Este control temporal permite que las proteínas espiga se produzcan en último lugar y, por tanto, retrasen el reconocimiento por parte del sistema inmunitario del huésped.
Los estudios nucleotídicos del genoma han demostrado que Lassa tiene cuatro linajes: tres se encuentran en Nigeria y el cuarto en Guinea, Liberia y Sierra Leona. Parece probable que las cepas nigerianas sean ancestrales a las demás, pero se necesitan más estudios para confirmarlo.

## Variantes
Hasta la fecha se conocen cuatro subtipos serológicos del virus Lassa :
- Tipo Nigeria
- Tipo Sierra Leone
- Tipo Liberia
- Tipo República Centroafricana